# Cantallops
Cantallops ist eine katalanische Gemeinde in der Provinz Girona im Nordosten Spaniens. Sie liegt in der Comarca Alt Empordà.

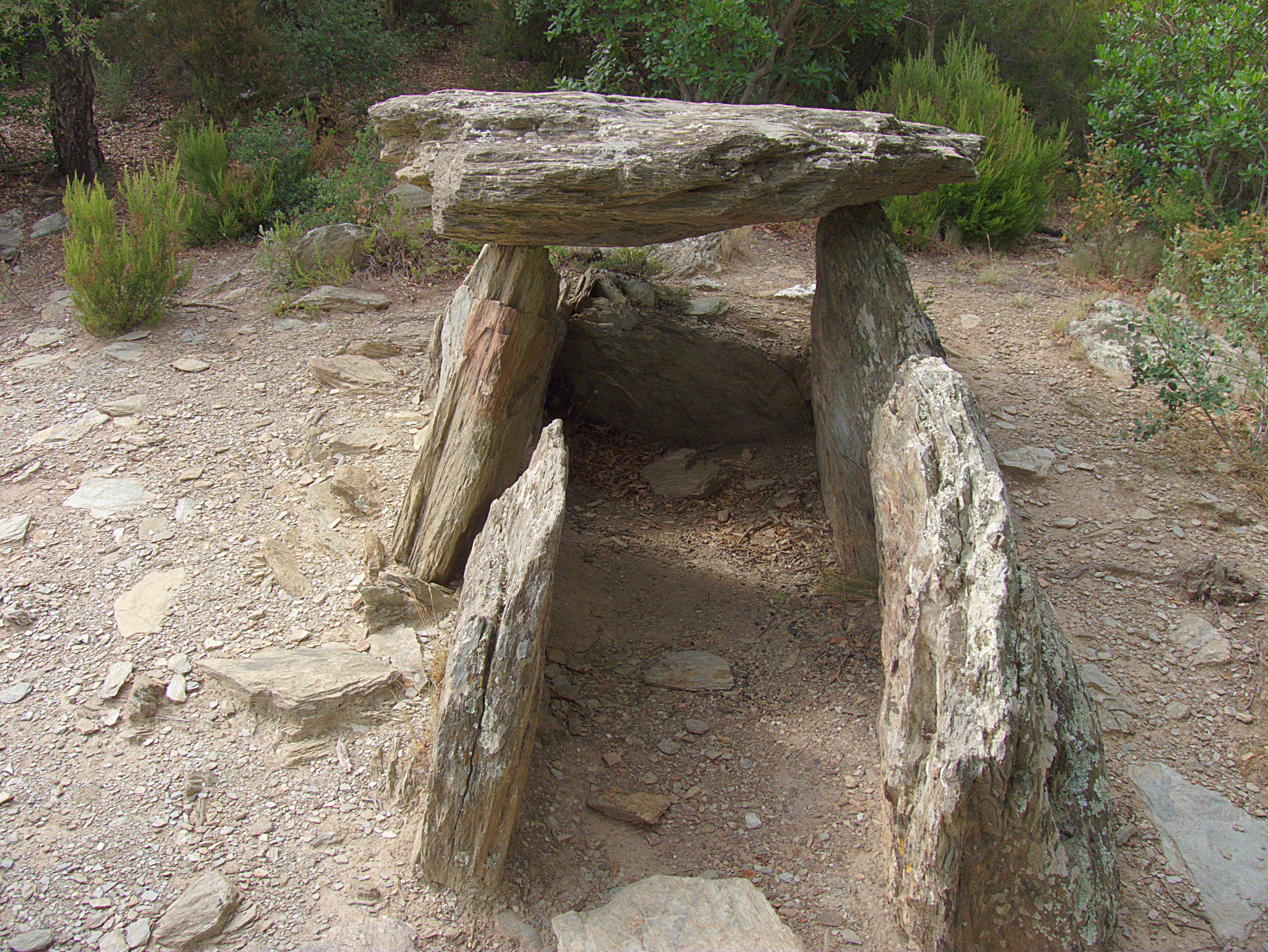
Coll de Medàs I
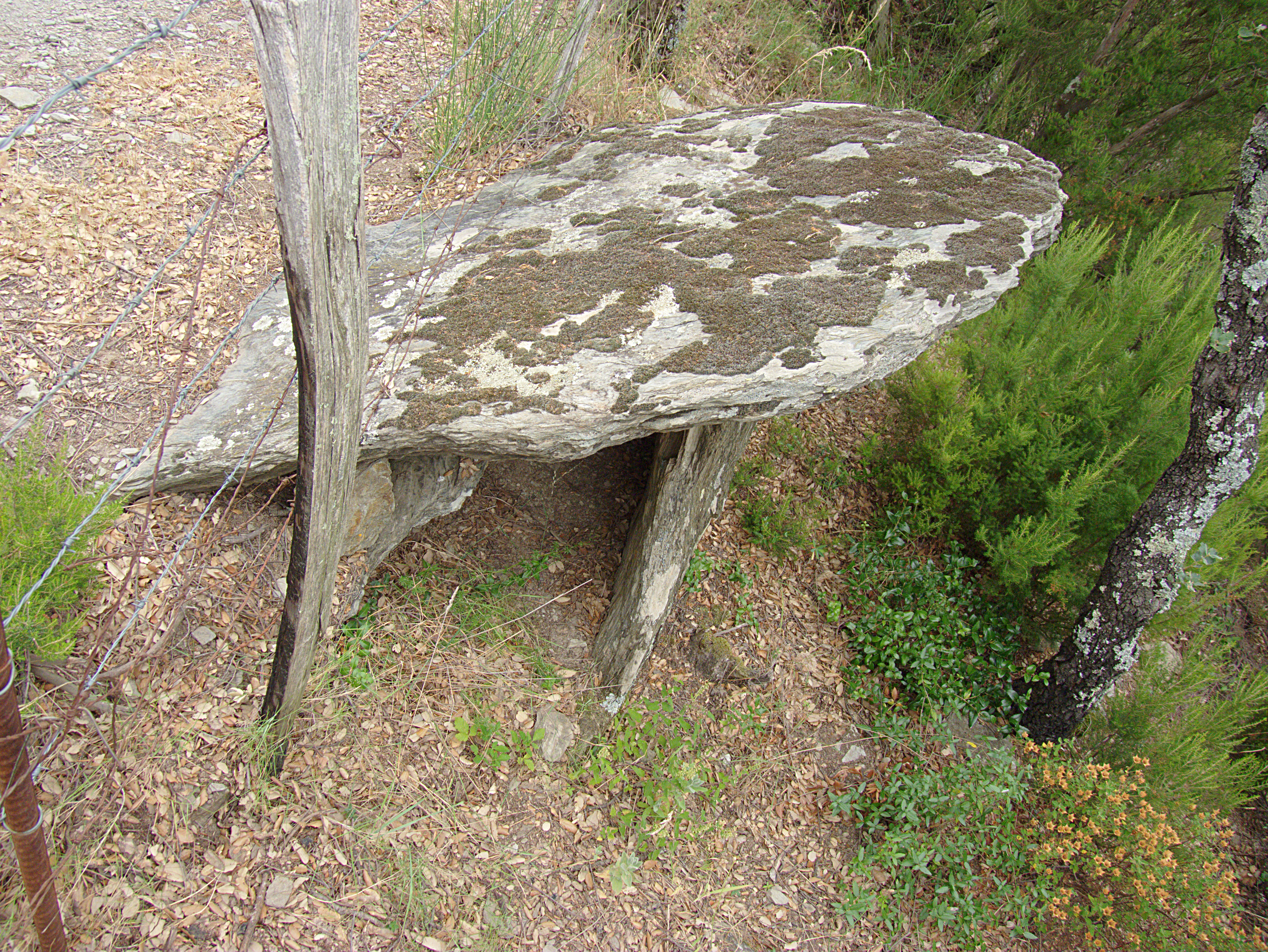
Coll de Medàs II
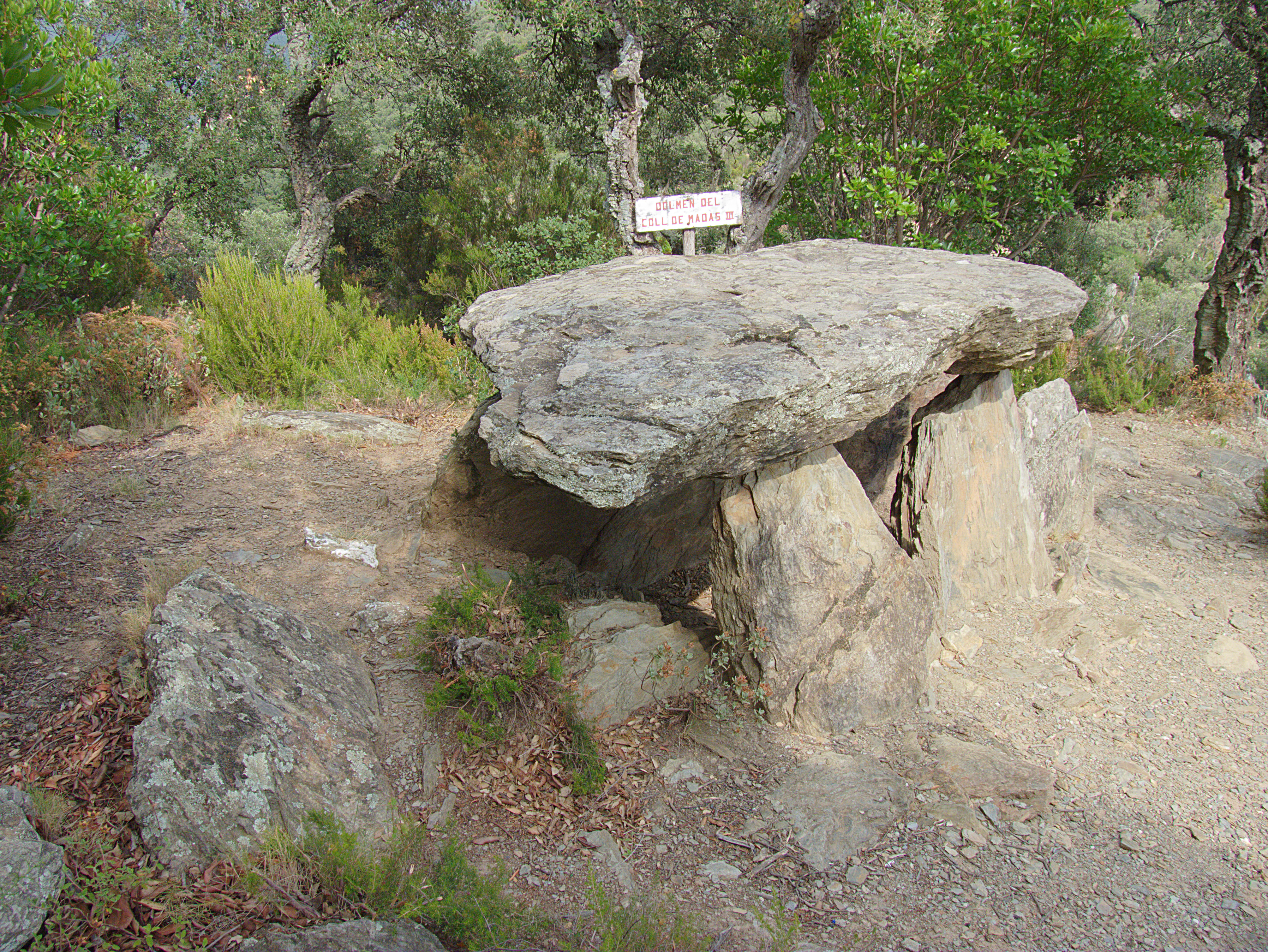
Coll de Medàs III